# 葉夫托迪亞
47°57′48″N 29°25′52″E / 47.96333°N 29.43111°E
葉夫托迪亞（烏克蘭語：Євтодія）是位於烏克蘭西南部的村莊，由敖德萨州波迪利斯克区的巴爾塔市鎮負責管轄。該村始建於十八世紀，面積2.42平方公里，海拔高度141米，2001年人口450。